# 沃爾富里鄉
45°6′N 25°31′E / 45.100°N 25.517°E
沃爾富里鄉（羅馬尼亞語：Comuna Vârfuri, Dâmbovița），是羅馬尼亞的鄉份，位於該國南部，由登博維察縣負責管轄，面積22平方公里，海拔高度451米，2007年人口1,999，人口密度每平方公里91人。